# پیمان هزار روزه
پیمان هزار روزه (انگلیسی: A Thousand Days' Promise؛‏ کره‌ای: 천일의 약속) مجموعه تلویزیونی محصول کره جنوبی در سال ۲۰۱۱ با بازی سو ئه و کیم ره وون است. این مجموعه به نویسندگی کیم سو هیون است و از ۱۷ اکتبر تا ۲۰ دسامبر ۲۰۱۱ روزهای دوشنبه و سه‌شنبه ساعت ۲۱:۵۵ (کی‌اس‌تی) از اس‌بی‌اس پخش شد.

## بازیگران
- سو ئه در نقش لی سو یون[۳]
  - هان بو به در نقش جوانی سو یون
- کیم ره وون در نقش پارک جی هیونگ[۴]
- لی سانگ وو در نقش جانگ جه مین
- جونگ یو می در نقش نو هیانگ گی[۵][۶]